# Raphaël Kidari
Raphaël Kidari (...) è un ex giocatore di football americano francese che ha giocato come offensive lineman.

## Palmarès
- 1 World Games (2017)
- 1 Europeo (2018)